# Далеко-далеко
«Далеко-далеко» («Далёкая страна», англ. Far and Away) — драма Рона Ховарда с Томом Крузом и Николь Кидман в главных ролях.

## Сюжет
1892 год. У Джозефа Доннелли, молодого ирландца, после смерти отца отняли землю. Оскорблённый Джозеф решает отомстить своему лендлорду — Даниэлю Кристи. Но вместо того, чтобы убить Кристи, он сам оказывается ранен, и его вызывает на дуэль высокомерный управляющий Кристи, Стивен Чейз. Тем временем Шеннон, дочери Даниэля Кристи, начинает надоедать традиционность взглядов её родителей на современное поколение. Она строит планы уехать в Америку, и с её помощью Джозефу удается избежать дуэли. Он едет с ней.
После приезда в Бостон у Шеннон крадут все её ценности. Джозефу приходится взять над ней опеку, так как она ничего не умеет. Они оба устраиваются на работу и начинают откладывать деньги. Джозеф становится боксёром в местном клубе, а Шеннон работает на птицефабрике. Позднее она устраивается танцовщицей в клуб.
Всё идет хорошо до тех пор, пока Джозеф не проигрывает матч с большими деньгами на кону. Из-за этого все деньги, которые они успели отложить, у них забирают, а их самих выгоняют на улицу, на мороз. Им приходится скитаться в поисках работы и еды. Отчаявшись, они забираются в чей-то дом, и, застигнутые хозяевами, бегут. Хозяин дома стреляет в них и ранит Шеннон.
Тем временем родители Шеннон, столкнувшись с восстанием в Ирландии, лишаются всего своего имущества. Не имея больше дома и ничего другого, что удерживало бы их, они решают отправиться в США на поиски своей дочери. Чейз, присоединившись к ним, организовывает обширные поиски. Но это не приносит результатов. Джозеф сам приносит раненую Шеннон к ним и уезжает вместе с бригадой строителей железных дорог на запад.
Спустя много месяцев Джозефу снится отец и напоминает ему, что тот хотел получить свою собственную землю. Проснувшись, Джозеф решает присоединиться к обозу переселенцев, которые идут в земли Оклахомы, чтобы участвовать в Большой Гонке за землю 1893 года.
Там он опять встречает Шеннон. Она со своими родными тоже участвует в гонке. Он узнаёт, что они с Чейзом собираются пожениться. Во время гонки Чейз пытается помешать Джозефу. И Джозеф ударяется головой о камень. Шеннон говорит Чейзу, что не хочет его видеть, и спешит к потерявшему сознание Джозефу, говоря ему, что без него ей не нужна земля. Очнувшийся Джозеф и Шеннон вонзают флаг в землю, обозначая их участок земли.

## В ролях
| Актёр          | Роль            |
| -------------- | --------------- |
| Том Круз       | Джозеф Доннелли |
| Николь Кидман  | Шэннон Кристи   |
| Барбара Бэбкок | Нора Кристи     |
| Томас Гибсон   | Стивен Чейз     |
| Роберт Проски  | Дэниел Кристи   |
| Сирил Кьюсак   | Данти Дафф      |
| Колм Мини      | Майк Келли      |

Критики связывали это с тем, что ни Круз, ни Кидман не смогли придать своим ролям необходимой убедительности. На неудаче фильма в прокате могла сказаться и шумиха, поднятая прессой вокруг свадьбы Круза и Кидман.
На сайте-агрегаторе Rotten Tomatoes фильм имеет рейтинг 50 % на основании 36 критических обзоров.

## Награды
Три номинации:
- MTV Movie Awards: лучшая экшн-сцена (1993)
- MTV Movie Awards: лучшая экранная пара (1993)
- Золотая малина: худший саундтрек (1993)